# Ashantee
Ashantee est un texte en prose de l'écrivain autrichien germanophone Peter Altenberg, publié en 1897. Le roman traite de la visite personnelle d'Altenberg dans une exposition ethnographique à Vienne.

## Contexte

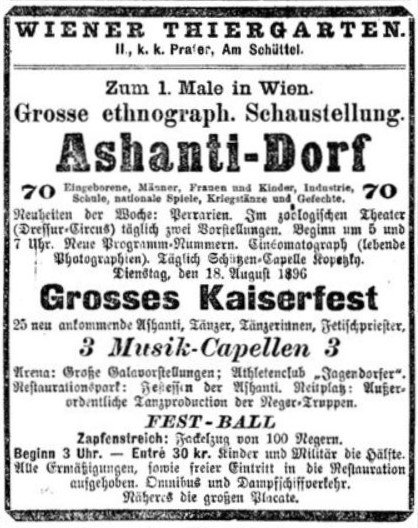
Publicité pour l'exposition coloniale publiée dans Das Vaterland le 15 août 1896

70 personnes issues du peuple africain Ashanti furent exposées dans un zoo humain du 10 juillet au 29 octobre 1896 dans un parc privé viennois, Tiergarten am Schüttel. Leur village avait été reconstitué et les personnes exposées ont vécu deux mois dans des tentes construites pour cette occasion. Il réalisèrent danses et combat pour le divertissement des visiteurs. Cette exposition connut un très grand succès à Vienne.
Peter Altenberg a fréquemment visité le village et fut assez proche des Ashantis. En 1897, il publia son expérience dans son recueil d'esquisses en prose Ashantee. Il y critique ouvertement l'exposition et les idées coloniales sur lesquelles elle repose.
Ashantee est composé de 32 textes impressionnistes en prose et assez courts, dans lequel un narrateur à la première personne, Peter A., décrit cette exposition ethnographique. Visiteur régulier, il accompagne les Ashantis de leur arrivée jusqu'à leur départ. Il entretient au fil du roman une relation de plus en plus étroite avec les Ashanti. Ce qui n'était au départ que des visites dans leurs huttes, devint des discussions suivies, puis une relation presque érotique avec une jeune fille du village.
Par l'usage d'un point de vue narratif spéculaire et la représentation d'une relation naissante entre le narrateur et une jeune fille du village, ce texte se démarque des reportages de cette époque sur les expositions coloniales. Il propose une vision plus complexe des rapports entre les Européens et les Africains colonisés en cette fin de XIXe siècle.

### Critique de l'exposition

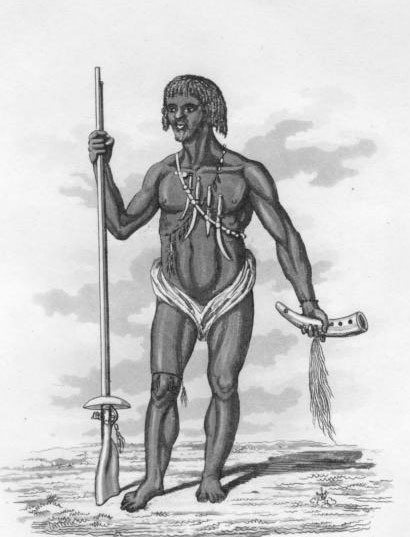
Illustration française d'un guerrier Ashanti, 1824

Altenberg critique avant toutes choses la commercialisation de l'exhibition des Ashantis dans ce parc. Les Ashanti deviennent de ce fait des objets privés de toute individualité et qui ne sont vus qu'en tant qu'ils satisfont le goût et la curiosité du public européen. Ce problème est tout particulièrement présent dans l'esquisse Le Coeur. Il y souligne le contraste entre la fraîcheur de l'automne viennois et les habits toujours très légers laissés aux Ashantis, car ceux-ci doivent pouvoir satisfaire le voyeurisme du public malgré tout.
La critique d'Altenberg sur la représentation des Ashanti au Tiergarten de Vienne vise principalement les aspects commerciaux de l'exposition ethnographique. Dans ses œuvres, il présente ses productions comme des produits qui satisfont les goûts d’un large public, les Ashanti fonctionnant comme des objets et étant privés de leur individualité personnelle. Altenberg illustre le problème du marketing commercial dans le sketch Le Cœur . Ici, Altenberg contraste le froid de l’automne viennois avec les vêtements légers des Ashanti, qui, malgré des conditions météorologiques défavorables, doivent afficher leur nudité pour satisfaire le voyeurisme du public. C'est de ce fait aussi le comportement des visiteurs européens qui est critiqué par Altenberg.

### Érotisation des Ashantis
Malgré son attitude critique envers l'exposition, Altenberg lui-même reproduit en partie les idées coloniales dans ses esquisses. Ce phénomène est particulièrement visible dans l'érotisation qu'il réalise d'eux, dont l'individualité est souvent réduite à leur caractère exotique. L'érotisation des corps passe aussi par un certain nombre de clichés, comme l'hypothèse d'une sexualité libre qui les caractériserait. Cela est notable dans l'esquisse Une lettre d'Accra où il découvre quatre jeunes Ashantis nus allongés dans une hutte.
Altenberg utilise néanmoins ces mêmes représentations pour questionner les conventions bourgeoises sur l'amour, la sexualité et les rôles de genre. Dans la scène Complications, cela passe par la représentation d'une femme riche qui exprime le souhait d'acheter un enfant ashanti pour l'élever comme son fils.